# Université Caraïbe
Université Caraïbe – utworzony w 1988 uniwersytet znajdujący się przy Delmas 29 w Port-au-Prince na Haiti.

## Wydziały
Uniwersytet składa się z 5 wydziałów:
- Wydział Edukacji (fr. Faculté des Sciences de l'Education);
- Wydział Rolniczy (fr. Faculté Gestion/comptablilité);
- Wydział Zarządzania/Rachunkowości (fr. Faculté de management);
- Wydział Informatologii (fr. Faculté des sciences de l'information);
- Wydział  Budownictwa, Architektury i Elektroniki / Elektromechaniki (fr. Faculté Génie Civil, Architecture et Electronique/Eletromecanique).

## Administracja

### Rektorat
Rektorat zarządza administracją, a także odpowiada za realizację głównych kierunków Uniwersytetu. Obecnym rektorem jest Jocelyne Trouillot.

### Rada Uniwersytetu Karaibskiego
Rada Uniwersytetu Karaibskiego (fr. Le Conseil de l'Université Caraïbe) ustanawia i wzmacnia stosunki Uniwersytetu z różnymi sektorami gospodarczymi, społecznymi i kulturalnymi w kraju. Rada składa się z rektora,
dyrektora ds. nauki oraz przedstawicieli kluczowych sektorów społeczeństwa i gospodarki Haiti: przemysłu, rolnictwa, edukacji i zdrowia.

## Przynależność
Uniwersytet jest członkiem Stowarzyszenia Uniwersytetów Frankofońskich, Międzynarodowej Organizacji Uniwersyteckiej (fr. Organisation Universitaire Interaméricaine), Związku Uniwersytetów i Ośrodków Badawczych Karaibów (fr. Union des Universités et des centres de recherche de la Caraïbe) oraz Stowarzyszenia Uczelni Rolniczych na Karaibach (fr. Association des Facultés d'Agronomie de la Caraïbe).